# Komet Väisälä 1
Komet Väisälä 1 (tudi komet Vaisala 1) (uradna oznaka je 40P/ Väisälä) je periodični komet z obhodno dobo okoli 10, 82 let. Pripada Jupitrovi družini kometov.

## Odkritje
Komet je odkril 8. februarja 1939 finski astronom in fizik Yrjö Väisälä (1891 - 1971) v mestu Turku na Finskem.

## Lastnosti
Premer jedra kometa je 4,2 km